# Resolució 317 del Consell de Seguretat de les Nacions Unides
La Resolució 317 del Consell de Seguretat de les Nacions Unides, aprovada el 21 de juliol de 1972 després de la Resolució 316, el Consell va lamentar el fet que, malgrat els seus esforços el personal militar de Síria i Líban segrestat per Israel del territori libanès el 21 de juny no havien estat alliberats. El Consell va demanar al President del Consell de Seguretat i al Secretari General de les Nacions Unides que facin esforços renovats per aplicar la resolució i va demanar a Israel que retornés sense demora el personal sirià i libanès.
La resolució es va aprovar amb 14 vots; els Estats Units es van abstenir de votar.